# Андерсен, Мэй
Лю́кки Мэй А́ндерсен (дат. Lykke May Andersen; 16 июня 1982, Копенгаген, Дания) — датская фотомодель. 

## Биография
В 2003 и 2004 годах принимала участие в показах «Victoria's Secret». В 2000 году Мэй попала в серьёзную автокатастрофу в Нью-Йорке, когда попала под мусоровоз. Она получила компенсацию от города.

## Личная жизнь
С апреля 2012 года Мэй состоит в фактическом браке с художником Джулианом Шнабелем, с которым она также помолвлена с ноября того же года. У пары есть сын — Шутер Санхилл Джулиан Шнабель-младший (род. 20.06.2013).

## Фильмография
| Год  |   | Русское название | Оригинальное название | Роль  |
| ---- | - | ---------------- | --------------------- | ----- |
| 2014 | ф | Второй шанс      | En chance til         | Санни |